# Ареа Продутива (Пезаро и Урбино)
Ареа Продутива је насеље у Италији у округу Пезаро и Урбино, региону Марке.
Према процени из 2011. у насељу је живело 72 становника. Насеље се налази на надморској висини од 42 м.